# تشارلز فاولر
تشارلز فاولر (بالإنجليزية: Charles Fuller)‏ هو كاتب سيناريو وكاتب وكاتب مسرحي أمريكي، ولد في 5 مارس 1939 في فيلادلفيا في الولايات المتحدة.

## وصلات خارجية
- تشارلز فاولر على موقع IMDb (الإنجليزية)
- تشارلز فاولر على موقع الموسوعة البريطانية (الإنجليزية)
- تشارلز فاولر على موقع ألو سيني (الفرنسية)
- تشارلز فاولر على موقع أول موفي (الإنجليزية)
- تشارلز فاولر على موقع قاعدة بيانات برودواي على الإنترنت (الإنجليزية)
- تشارلز فاولر على موقع قاعدة بيانات الأفلام السويدية (السويدية)
- تشارلز فاولر على موقع إن إن دي بي (الإنجليزية)
- تشارلز فاولر على موقع قاعدة بيانات الفيلم (الإنجليزية)
- تشارلز فاولر على موقع كينوبويسك (الروسية)